# 일본유신회 (2016년)

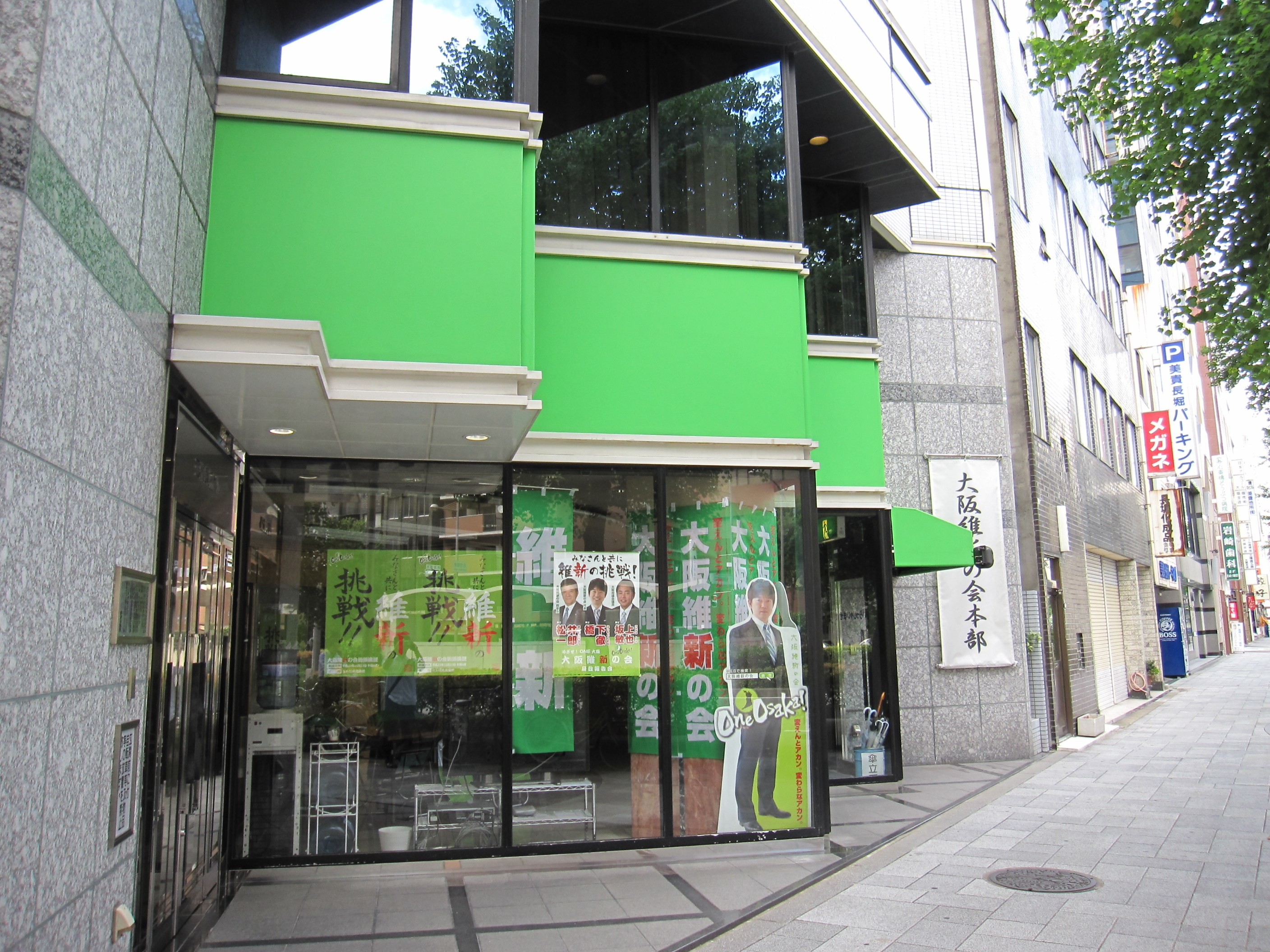
일본유신회의 중앙 당사 모습.

일본유신회(일본어: 日本維新の会 닛폰 이신 노 카이[*], 영어명 Japan Innovation Party)는 오사카 지역주의 정당에서 유래한 일본의 보수주의, 자유지상주의, 우익 대중주의 정당이다.
2015년 11월 일본유신회에서 갈라져 나와 오사카 유신회(おおさか維新の会)라는 이름으로 처음 결성되었다. 2016년 8월 23일 현재의 당명인 '일본유신회'로 개명하였다. 공식적인 약칭은 유신이다. 정당 본부도 오사카시에 위치해 있는데, 일본의 원내 정당 중 유일하게 간사이 지방에 본부를 두고 있는 정당이다. 2010년 결성된 오사카의 지역정당인 오사카 유신회를 모체로 하여 창당된 정당이기 때문에 당 내부 정책 등에서 오사카 유신회가 다른 지역조직보다 더 강한 권한을 가지고 있다는 특징이 있으며, 여전히 오사카 지역을 주요한 지지기반으로 한다.
일본 국회 의원 정수 삭감이나 보수 삭감 등 "살을 깎는 개혁", 공무원 삭감, 정부관계법인의 완전 민영화, 낙하산 인사 금지 등의 행정 개혁, 일부 제한된 정부, 지방분권화(도주제 부활), 기타 규제 완화 등 다양한 국내 개혁을 주장하고 있다. 교육비 완전 무상화 정책이나 동성혼 합법화, 부부 별성 인정 등 진보적 주장도 병행한다.
자공 정권에 대해서는 긍정적인 면도, 부정적인 면도 있다는 '시시비비'의 입장을 취한다. 그러나 개헌 찬성 등 일부 의제에 관해서는 자민당의 의견을 따르기도 하며, 이에 따라 자민당 반대파의 입헌민주당·일본공산당·사회민주당·레이와 신센구미를 중심으로 한 '야당 공투'와는 거리를 두고 이들 야당을 비판을 하는 경우도 많다.

## 역사

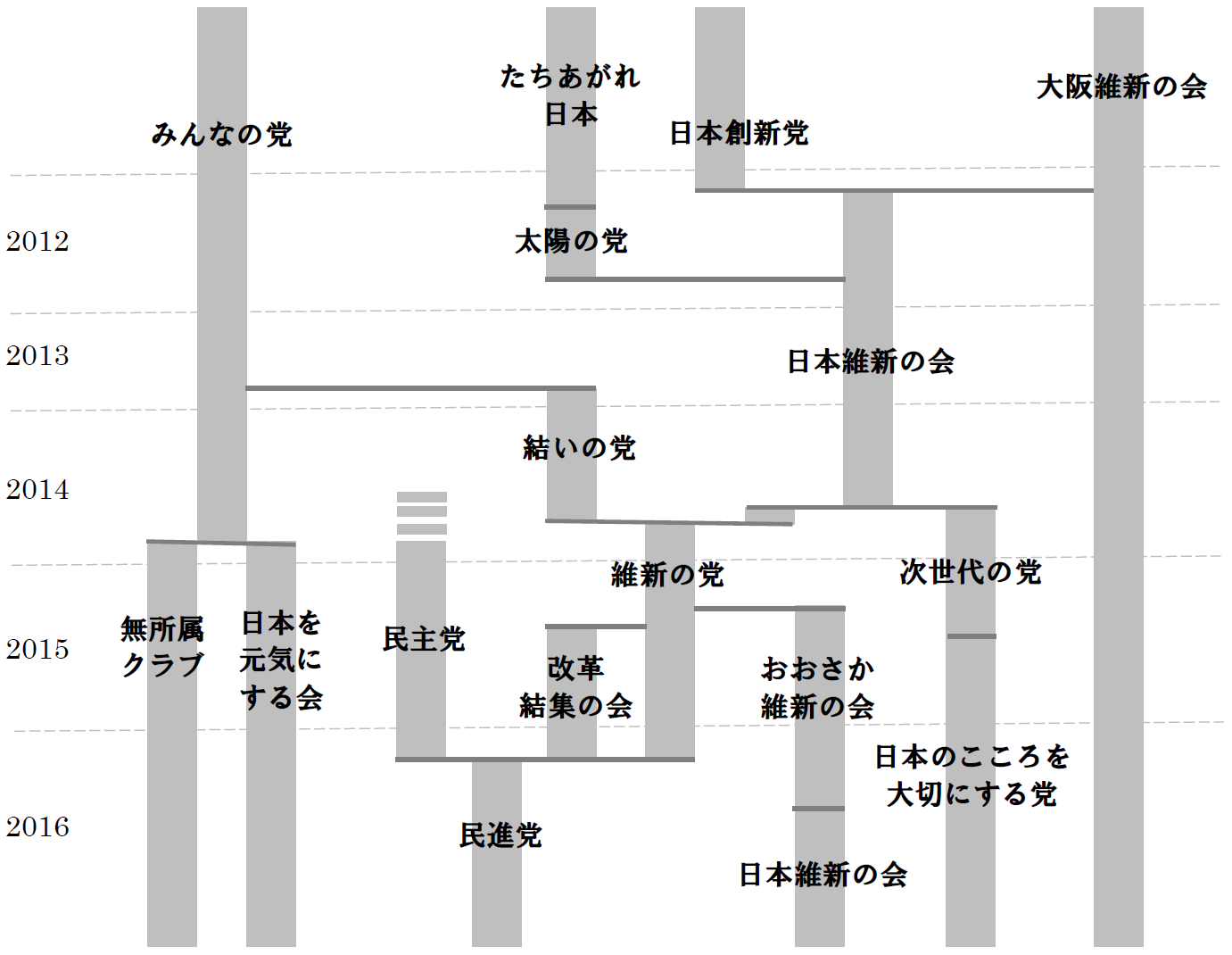
2012년에서 2016년 사이 유신회 기반 3극정당의 이합집산 현황.

### 창당 이전
2012년 창당된 일본유신회는 창당 직후부터 하시모토 도루와 이시하라 신타로 두 계파의 의원이 당내 대립을 벌었으나 2014년 상반기 모두의 당과의 합병을 둘러싸고 양 파가 분열, 하시모토파의 38명과 이시하라파의 22명이 차세대당으로 분당하였다. 모두의 당의 합병을 둘러싸고 찬반 논란이 거세지자 모두의 당 내 합당파인 두레당과 유신회가 9월 합당을 결의, 중의원 의원 52명의 유신당이 창당되었다.
하지만 창당 후 2015년 하시모토 시장의 목표였던 오사카도 구상의 의향을 묻는 오사카시 특별구 설치 주민투표에서 50.38% 반대로 부결되어 당 지휘부가 교체된 후 유신당 내에서는 "정부에 시시비비로 대응해야 하며 민주당과 통째로 합병하는 형태로 야당 재편은 있을 수 없다"는 당 최고고문 하시모토와 일본유신회계(이하 오사카계) 및 민주당, 일본공산당 등 야당과 공동 투쟁을 중시하며 민주당과 합병해야 한다는 당대표 마쓰노 요리히사 계열 등 노선 차이로 인한 분열이 일어났다.

### 유신당 분열과 오사카 유신회 결성
2015년 8월, 당 간사장인 가키자와 미토가 야마가타 시장 선거에서 민주당과 공산당이 지지하는 후보를 지원한다는 발언을 시작으로 당내 갈등이 표면화되었다. 8월 28일 하시모토 및 당 고문인 마쓰이 이치로가 유신당을 탈당했으며, 다음 날인 29일에는 하시모토가 유신당에서 분당하여 신당을 출범할 것이라 선언하고 가타야마 도라노스케 참의원 의원 및 기타 오사카계 의원이 이에 동조하였다. 또한 "오사카 유신회"(おおさか維新の会) 신당 설립을 목표로 당 집행부와 분당 협상을 시작한다.
10월에는 분당 협상이 결렬되었고 유신당 지도부는 신당에 합류할 것으로 보이는 국회의원과 지방의원을 제적 처분했다. 이에 대해 오사카계 의원들은 "10월 1일 이후 유신당은 당대표와 집행이사가 존재하지 않는 상태에서 제적 처분은 무효"라고 주장하며 항소하였다. 또한 유신당의 참의원 회파인 "유신당" 회파는 오사카계인 가타야마 도라노스케 의원이 대표를 맡고 있었기 때문에 10월 16일 제적 처분에 대한 보복으로 집행부 측 참의원 의원 5명을 회파에서 독단적으로 이탈 신고를 하였다. 회파에서 제적당한 참의원 의원 5명은 "유신당 (참의원)"(維新の党（参議院）)이라는 이름으로 다시 회파를 결성하였다.
10월 24일, 오사카계 국회의원과 지방의원들은 "유신당의 5월 당대표 선출과 11월까지의 임기연장은 당대회를 거치지 않은 잘못된 행위"(즉, 집행부의 제적처분도 무효)라고 주장하며 "임시 당대회"를 열고 유신당의 해체를 선언하였다. 마쓰노 대표는 오사카계 의원의 당대회가 무효라고 주장하였다. 이후 양 계파는 양보 없이 정당교부금 사용 권한을 둘러싸고 상호 소송에 돌입하는 등 '유신회 본가 싸움'(維新の本家争い)이라는 유신당의 대분열이 일어났다.
10월 31일, 하시모토 및 오사카계 의원이 오사카 시내에서 "오사카 유신회" 결성을 발표하고 창당대회를 열었다. 대표에는 하시모토가, 간사장에는 마쓰이가 잠정 취임하였으며 유신당에서 제적당한 오사카계 의원을 중심으로 19명의 국회의원이 참석했다. 11월 2일에는 오사카 유신회 설립이 신고되었다.
두 계파 사이의 분열은 12월 8일 "미래에 유신당을 해체한다"라고 하며 합의로 종결되었다. 합의에서는 유신당을 해체하며, 야당 재편이 실현된 후 유신당 측이 '유신' 명칭을 더는 쓰지 않으며, 인건비 등 당 운영에 필요한 경비를 제외한 모든 정당교부금을 국고로 반납하고 양자의 민·형사상 소송을 취하한다는 등의 합의이다. 2016년 3월 유신당은 민주당과 합병, 민진당이 되었다.

### 마쓰이·가타야마 체제로의 전환
하시모토 오사카 시장은 2015년 12월 18일 임기가 만료되는데로 정계 은퇴를 할 것이라 밝혔으며, 12월 12일 열린 당대회에서 오사카부 부지사인 마쓰이 이치로가 후계 대표로 선출되었다. 또한 공동대표(실질적인 대표대행)이자 국회의원단장에 가타야마 도라노스케 참의원 의원이, 간사장엔 바바 노부유키 중의원 의원이, 정무조사회장에 아사다 히토시 오사카 부의원이, 총무회장에 아즈마 도루 참의원 의원이 취임하였다. 다만 당시 아즈마 도루와 바바 노부유키 의원은 사후 처리를 위해 유신당 소속으로 남아 있었으며 25일 되어야 유신회로 입당하였다. 하시모토는 민간인 신분으로 당 법률정책고문에 취임하였다.
2016년 4월 24일 창당 후 처음으로 열린 선거인 중의원 교토3구 재보궐선거에서 당 본부 직원인 모리 나쓰에를 후보로 선출하였다. 개표 결과 2등으로 민진당 후보인 이즈미 겐타 후보에게 4만 표 차이로 패배하였다.
7월 10일 열린 제24회 일본 참의원 의원 통상선거에서 18개 지역구 의원(감세일본과의 공동공천 1석 포함)과 비례대표 10명 등 총 28명을 공천하였다. 또한 당외에서 모두의 당의 전 대표였던 와타나베 요시미를 비례구에, 신당일본의 전 대표였던 다나카 야스오를 도쿄도 선거구에 공천하였다. 선거 결과 오사카부 선거구에서 2석, 효고현 선거구에서 1석을 획득했으며 비례대표에서 4석을 획득하는 등 총 7석을 획득했다. 와타나베는 당선, 다나카는 낙선하였다. 선거를 하지 않은 의원과 합쳐서 참의원 의원이 총 12명이 되면서, 예산안에 관계되지 않은 법안은 유신회 정당 단독으로 제출할 수 있게 되었다.
7월 14일 공시되어 7월 31일 열린 2016년 도쿄도지사 선거에서 당초 마쓰이 대표는 "철저한 행정 개혁을 할 사람이 나오면 당에서 지원하고 싶다"고 말했으나 선거 고시 전날 유신회는 독자적으로 후보를 공천하거나 특정 후보를 지원하지 않을 것이라고 밝혔다.

### 일본유신회로 당명 변경
참의원 선거가 끝난 7월 12일, 마쓰이 대표는 당 상임이사회에서 현 당 명칭을 변경해야 한다는 의견을 보였다. 당명을 변경하겠다는 이유로는 참의원 선거에서 오사카, 효고 등 긴키 지역 선거구에서는 승리한 반면 긴키 이외 선거구에서는 전부 낙선한 것을 바탕으로 당세를 전국으로 확장하기 위해서라고 밝혔다. 7월 말 당내 및 유신회 계열 정치 단체 소속 국회의원, 지방의원을 대상으로 새 당명에 대한 사전 설문 조사 결과 "일본유신회", "유신회", "'유신'이 들어간 기타 다른 이름" 3가지 선택으로 좁혀졌다. 결국 "일본유신회"가 다수의 지지를 받아 선택되었다.
2016년 8월 23일 오사카 시내에서 당 상임이사회와 임시당대회를 열고 당명을 "일본유신회"로 개명하기로 결정했다. 또한 당 대표로 마쓰이가 연임하기로 결정되었다. 이외에 일본유신회의 새 당 로고도 발표되었는데 새 디자인은 "오사카 유신회" 시절의 로고에 '오사카' 부분을 '일본'으로 바꾼 것을 제외하고는 그대로였다.

### 도쿄도의회 선거와 제48회 중의원 선거
2017년 1월, 그 해 여름에 열릴 도쿄도의회 선거에서 후보를 공천할 것이라고 발표했다. 단 도쿄도지사 고이케 유리코가 이끄는 도민퍼스트회와의 선거 협력에 대해서는 일절 언급하지 않았으며 단독으로 후보를 공천한 뒤 이후 선거에서의 연대에 대해서는 긍정적으로 검토하겠다고 발표했다.
2월 6일에는 전 후지 TV의 아나운서 하세가와 유타카가 입당한 후 지바1구 지부장에 취임하여 차기 중의원 선거 후보에 공천될 것이라고 발표했다.
3월 25일에는 창당 후 처음으로 오사카 외에서 당대회를 열기로 하여 같은 해 7월에 열릴 도쿄도의회 선거에 참여한다는 의미로 처음으로 도쿄에서 당대회를 열었다. 당대회 중에는 도의원 선거에 유신회 정당 이름으로 공천한 6명의 후보의 명단을 공개하였다.
6월 22일에는 당 부대표인 와타나베 요시미가 도민퍼스트회를 지지한다는 발언을 표명하고 탈당계를 당에 제출하자 같은 날 유신회에서 제명 처분을 받았다.
7월 2일 열린 도쿄도의회 의원 선거에서는 선거 기간 동안 마쓰이 대표와 오사카 시장 요시무라 히로후미 등이 지원 유세를 하는 등 전폭적으로 지원하였다. 하지만 공천된 4명 중 당선 의석은 이전 선거와 같은 1석이었다.
9월 30일, 고리에 유이코 도쿄도지사가 새로 창당한 희망의 당과 마쓰이 대표는 기자회견을 열고 같은 해 10월 22일 열릴 제48회 일본 중의원 의원 총선거에서 서로의 본거지에 대해 후보 조정에 합의했다고 공식 발표했다. 이 합의에 의해 희망의 당은 오사카 선거구에 공천을 하지 않으며, 반대로 일본유신회는 도쿄 선거구에 공천을 하지 않기로 하였다. 이윽고 10월 22일 이뤄진 중의원 선거에서 오사카부 내에서 총 3석밖에 얻지 못하는 등 유신회의 주요 활동 지역인 긴키 지역에서 부진한 모습을 보여 비례대표 8명을 포함해 총 11석밖에 얻지 못했다. 지난 중의원 총선거까지 지휘를 했던 하시모토 전 대표가 은퇴하고 희망의 당과의 전폭적 제휴가 불발되고 입헌민주당이 약진한 것이 그 영향을 끼쳤다고 분석하고 있다.
총선 직후인 10월 26일, 마루야마 호다카 중의원 의원이 트위터에 선거 패배에 대한 책임을 지고 마쓰이 대표에 대한 재신임을 물어야 한다며 당대표 선거 실시를 요구하자 하시모토 전 대표가 이에 대해 비판하고 일본유신회의 법률고문에 사임한다고 발표했다. 이에 대해 마루야마 의원은 유권자에 대한 비방이고 참을 수 없다며 결국 탈당계를 제출하기까지 이르었다. 하지만 유신회는 탈당계를 보류하였으며 2018년 1월 마루야마 의원은 탈당계를 취소하였다.
10월 28일에는 당 상임이사회를 열어 당 내규에 따라 임시 당대회를 11월 중에 열고 대표선거를 실시할 지에 대한 여부를 의결하기로 하였다. 11월 25일 열린 임시당대회에서 대표 선거를 실시하지 않는다는 표결이 다수를 얻어 마쓰이 대표의 연임이 결정되었다.

### 제19회 통일지방선거와 제25회 참의원 선거
2019년 1월 23일, 참의원에서 일본유신회가 희망의 당(2018년 신당)과 통일회파를 결성했다. 이에 따라 교섭단체의 의원 수가 같은 달 유신회에 입당한 야마구치 가즈유키 의원을 포함해 총 15명이 되었으며 14명의 일본 공산당을 밀어내고 야당의 제3회파가 되었다.
2019년 4월 열린 제19회 통일지방선거에서는 희망의 당 이외에 홋카이도에서 신당대지와, 아이치현에서 감세일본과 선거 협력을 하기로 하였다. 또한 기반지역인 오사카에서는 부지사이기도 한 당대표 마쓰이가 2019년 오사카 시장 선거에, 오사카 시장인 요시무라가 2019년 오사카 부지사 선거에 서로 '재출발 크로스 선거'를 하였고, 둘 다 상대 후보를 압도적인 차이로 누르고 당선되었다. 오사카부 및 오사카시의회에도 의석을 늘렸으나 긴키 지역 이외 도부의회 선거에서는 전패하였으며, 당세를 전국으로 확대하는데는 실패하였다.
자유민주당 소속 중의원 의원인 기타가와 도모카쓰가 사망함에 따라 2019년 4월 21일 오사카부 제12구에서 보궐선거가 개최되었는데, 일본유신회가 공천한 후지타 후미타케 후보가 당선되었다.
5월 14일에는 마루야마 호다카 의원이 북방4도 교류사업의 일환으로 쿠릴 열도 4개 섬에 대한 '무비자 방문'이 있던 도중 쿠릴 열도에 대해 "전쟁을 통해 탈환해야 한다"고 발언하는 것에 대해 논란이 빚어졌다. 이에 따라 탈당계를 접수하지 않았던 유신회는 임시회의를 열고 마루야마 의원을 제적처분하였다. 이후 중의원에서도 마루야마 의원에 대한 규탄안이 여야 공동으로 제출되었으며 같은 해 6월 6일 만장일치로 중의원을 통과하였다.
7월 21일 열릴 제25회 일본 참의원 의원 통상선거에서 지역구에서 본거지인 오사카 외에 도쿄도와 아이치현 등에 8명을 공천하였으며 비례대표 14명을 공천하였다. 새로운 당(あたらしい党)과 신당대지 등 타 정당의 대표를 공천하여 후보로 기용하는 식으로 선거 협력을 하였으며, 아이치현 선거구에서는 나고야 시장 가와무라 다카시가 이끄는 감세일본과도 공동으로 후보를 옹립하는 등 지역정당 간 연대를 호소하였다. 선거 결과 본거지 오사카에서 2석, 효고현에서 1석을 얻었으며 도쿄와 가나가와 선거구에서 처음으로 각각 1명씩 당선되는 등 처음으로 본거지 이외 지역구에서도 당선되었다. 결국 지역구 5석, 비례대표 5석 등 총 10석을 얻었다.
2019년 12월, 자민당의 아키모토 쓰카사 중의원 등이 카지노를 포함한 통합형 리조트(IR) 사업을 둘러싼 중국 기업과의 뇌물 수뢰 사건과 연관되어 2020년 1월 3일에는 유신회 소속 시모지 미키오를 포함한 5명이 중국 기업 관계자로부터 뇌물을 받았다는 보도가 나왔다. 시모지 의원은 1월 6일 기자회견을 열고 전 회 중의원 선거에서 사무소 직원이 중국 기업 측으로부터 현금을 수령받았으나 정치 자금 수지 보고서에 기재되지 않았다고 밝혔다. 시모지 의원은 탈당계를 제출하였으나 유신회는 1월 8일 당기위원회에서 탈당계를 수리하지 않고 제명 처분하였다. 시모지의 제명 이후 유신회 소속 오키나와 현의회 의원 2명도 탈당하여 유신회 오키나와현 총지부는 해산하였다.

## 성향 및 주요 정책
아베 신조의 자공 연립 정권에 대해서는 '시시비비가 있는 정권'이라는 입장을 가지고 있으며, 유신회 스스로를 중간 위치의 당(ゆ党)에 있다고 규정하고 있다.  따라서 입헌민주당, 일본공산당, 국민민주당, 사회민주당 등 자공 연립 정권에 비판적인 민공공투 세력과도 거리를 두고 있으며 여당 외에도 야당 또한 자주 비판하며 일본 내에서 "제3의 정당" 주자로 서 있다.
다만 대한민국의 언론에서는 당 내부 구성원들이 자민당보다 강경하다고 평가하며 야스쿠니 신사에 참배하고 “위안부는 필요했다”등 극우적 발언을 하는 의원이 다수 존재하는 것을 그 근거로 하고 있다.
일본유신회가 내걸고 있는 주요 정책은 다음과 같다.
- 행정 개혁안
  - 개헌 및 헌법재판소 신설
  - 중의원으로 통합하는 등 단원제로 개혁
  - 지방자치체도 국가 의사결정에 관여할 수 있도록 개혁
- 지방 분권안
  - 오사카도 구상, 오사카를 공식적인 부수도로 지정, 수도권 집중 및 도쿄1극집중현상 타파, 도주제 부활
- 규제 완화 및 노동유연화 달성
- 작은 행정기구 달성, 소비자 측면에서 직접적인 세금 투입
- 수익과 부담을 공평하게 하며 지속 가능한 사회보장제도 개혁
- 현역세대 및 여성의 사회참여를 지원하고 세대간 협력 재구축
- 국민 전체에 열린 사회를 실현하고 교육 및 취업기회의 평등 구축
- 법치의 실현, 현실적인 외교/안보 정책을 확장하고 국제분쟁 해결 수단으로 국제 사법 재판소 등 중재기구를 적극적으로 활용

### 헌법 개정
일본유신회는 헌법 개정을 적극적으로 지지하고 있는 정당으로, "유아기부터 대학까지 교육 완전무상화", "통치기구 개혁", "헌법재판소 설립" 3가지를 골자로 한 개헌안을 2016년 3월 26일 당대회에서 결정하였다. 구체적인 개헌안을 내놓은 것은 일본의 여당인 자유민주당 이외에는 일본유신회가 처음이다.
유신회가 주장하고 있는 개헌안은 다음과 같다.
- 의무 교육을 규정한 헌법 제26조를 개정하여 "유아교육부터 고등교육까지 무상으로 한다."라고 하며, "경제적 이유로 교육의 기회를 박탈할 수 없다."라고 규정
- 지방 자치를 규정한 헌법 제92조를 개정하여 "자치단체는 기초지방자치체와 도주로 바꾼다."라고 수정. 즉 도주제를 부활.
- 법령 등의 합법성을 헌법 수준에서 검토하는 헌법재판소를 신설.

## 역대 선거 결과

### 중의원 선거
| 선거명        | 의석     | 득표율 | 대표          |
| ------------- | -------- | ------ | ------------- |
| 제48회 총선거 | 11 / 465 | 6.07%  | 마쓰이 이치로 |
| 제49회 총선거 | 41 / 465 | 14.01% | 마쓰이 이치로 |

### 참의원 선거
| 선거명          | 의석     | 득표율 | 대표          |
| --------------- | -------- | ------ | ------------- |
| 제24회 통상선거 | 12 / 242 | 9.20%  | 마쓰이 이치로 |
| 제25회 통상선거 | 16 / 245 | 9.80%  | 마쓰이 이치로 |
| 제26회 통상선거 | 12 / 245 | 14.80% | 마쓰이 이치로 |

## 같이 보기
- 오사카도 구상
- 일본의 도주제 논의
- 일본유신회